# Abraham a Sancta Clara

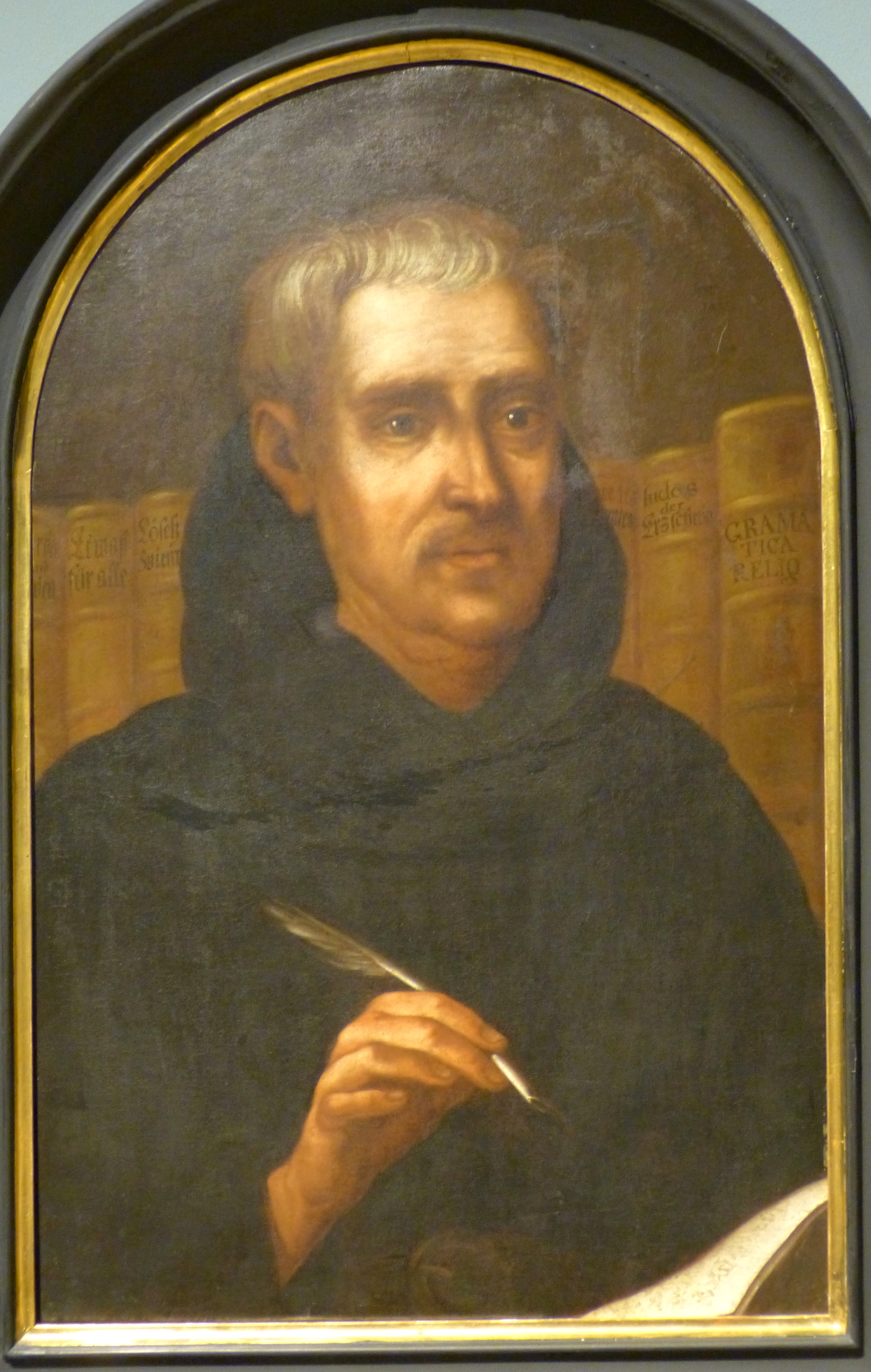
Abraham a Sancta Clara – Porträt im Wien Museum am Karlsplatz

Abraham a Sancta Clara OAD (Ordensname), auch Abraham a Santa Clara, (* 2. Juli 1644 als Johann Ulrich Megerle – genannt auch Megerlin – in Kreenheinstetten; † 1. Dezember 1709 in Wien) war ein deutscher römisch-katholischer Geistlicher, Prediger und oberdeutscher Schriftsteller. Er gilt mit rund 600 Einzelschriften als bedeutendster deutscher katholischer Prediger und Poet der Barockzeit.

## Leben

### Kindheit und Jugend

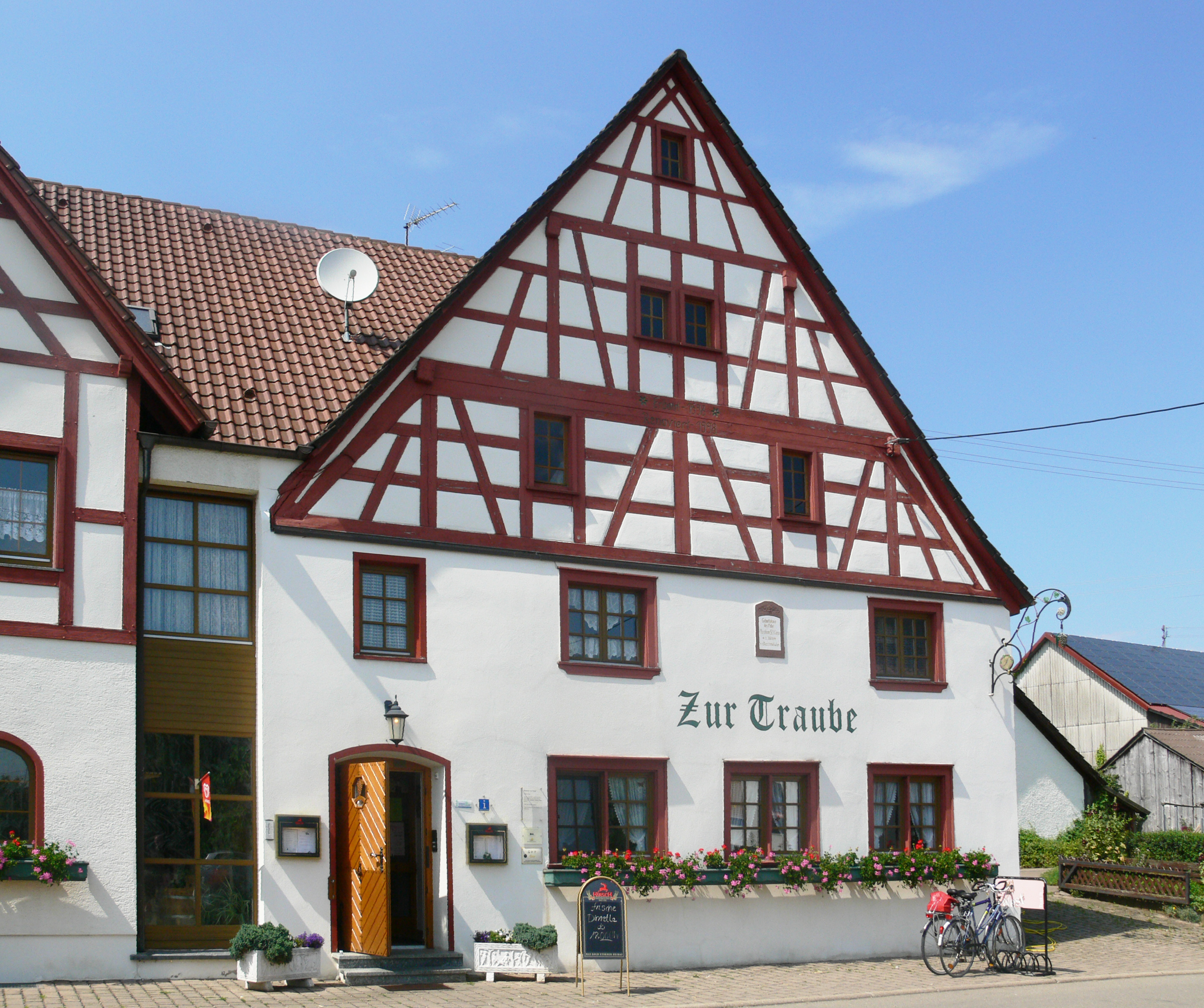
Geburtshaus in Kreenheinstetten

Johann Ulrich Megerle wurde 1644 als achtes von zehn Kindern des Gastwirts Matthäus Megerle und dessen Frau Ursula (geborene Wagner) in der Gaststätte Zur Traube von Kreenheinstetten geboren und am 3. Juli 1644 getauft. Sein Geburtsort liegt auf der Schwäbischen Alb in der Region Heuberg. Obwohl sein Vater Matthäus ein Leibeigener der Fürsten von Fürstenberg war, bewirtschaftete er den Gasthof Zur Traube und galt als einer der reichsten Männer des Dorfes. Dem Dorfpfarrer fiel die Intelligenz des Jungen auf; er sorgte dafür, dass er ab 1652 mit Zustimmung der fürstlichen Herrschaft die Schlossschule im zwölf Kilometer entfernten fürstenbergischen Residenzstädtchen Meßkirch besuchen konnte.
Nach dem Tod des Vaters 1656 ermöglichte ihm sein Onkel und Vormund Abraham Megerle den Besuch des Gymnasiums der Jesuiten in Ingolstadt bis 1659. Abraham Megerle war als Komponist und Domkapellmeister in Salzburg wenige Jahre zuvor von Kaiser Ferdinand III. in den Adelsstand erhoben worden. 1660 wechselte Johann Ulrich Megerle auf das Gymnasium der Benediktiner in Salzburg und blieb dort bis 1662. Sein Lehrer war wahrscheinlich Pater Otto Aicher.

### Ordenseintritt, Erfolg als Prediger
Er trat 1662 im Kloster Maria Brunn bei Wien (heute 14. Wiener Gemeindebezirk) in den Orden der Augustiner-Barfüßer ein, wo er aus Dankbarkeit seinem Onkel gegenüber den Namen Abraham a Sancta Clara annahm. Voraussetzung für den Ordenseintritt war die Entlassung aus der Leibeigenschaft des Meßkircher Hofes, gegen Zahlung von 12 Gulden. Es folgten philosophische und theologische Studien in Wien, Prag und Ferrara.
1666 (nach anderen Angaben 1668) empfing Abraham a Sancta Clara in der Wiener Augustinerkirche die Priesterweihe. Von 1667 bis 1668 war er im Kloster Taxa in Odelzhausen bei Augsburg als Feiertagsprediger tätig. 1669 wurde der populäre Prediger „wegen seiner Vortrefflichkeit“ wieder nach Wien befohlen, wo er bis 1672 sonn- und feiertags wechselweise in fast allen Kirchen und Klöstern predigte. Immer prangerte er dabei die Laster der Zeit an, wie Völlerei, Trunksucht und Habgier, und mahnte die Zuhörer, das eigene Handeln an christlichen Grundsätzen zu orientieren.
Die erste überlieferte Predigt hielt Abraham a Sancta Clara zu Ehren des Landespatrons Leopold am 15. September 1673 vor dem kaiserlichen Hofstaat, der sich von seiner Wortgewalt angetan zeigte. Kaiser Leopold I. ernannte ihn am 28. April 1677 zum Subprior und kaiserlichen Hofprediger. Abraham a Sancta Clara verkehrte nun in den vornehmsten Kreisen und nutzte seine Beziehungen für soziale Werke. Durch „seine volkstümlichen Predigten und Schriften“ entfaltete er „eine weitreichende Wirksamkeit“.

### Pest und Türkenkriege
Während der elfmonatigen Pest in Wien 1679 lebte Abraham a Sancta Clara fünf Monate lang in Isolation im Haus des niederösterreichischen Landmarschalls Graf Johann Balthasar Hoyos, für den er täglich die Messe las. Hier arbeitete er an seinem ersten umfangreichen Werk, Merck’s Wienn!, worin das Thema Memento mori ausgeführt wird. 1680 wurde Abraham Prior seines Mutterklosters, 1682 als Sonntagsprediger an das Kloster St. Anna zu Graz versetzt, wo er nach drei Jahren ebenfalls Prior wurde.
Während der zweiten Türkenbelagerung Wiens 1683 lebte Abraham a Sancta Clara weiter in Graz und predigte dort über die durch Sünden selbst verschuldete Gefahr für die Christenheit. Auf Wiener Plätzen sollen zu seinen Massenpredigten Tausende geströmt sein, zahlreiche Einzeldrucke der (Grazer) Predigten kursierten als Flugschriften. Er soll Bittprozessionen und vierzigstündige Gebete organisiert haben, um den Durchhaltewillen der Bevölkerung zu stärken, bis letztlich die vereinigten Streitkräfte unter Führung des polnischen Königs Johann III. Sobieski in der Schlacht am Kahlenberg die Stadt befreien konnten.

### Ordensdienst, Schriftstellerei und Tod

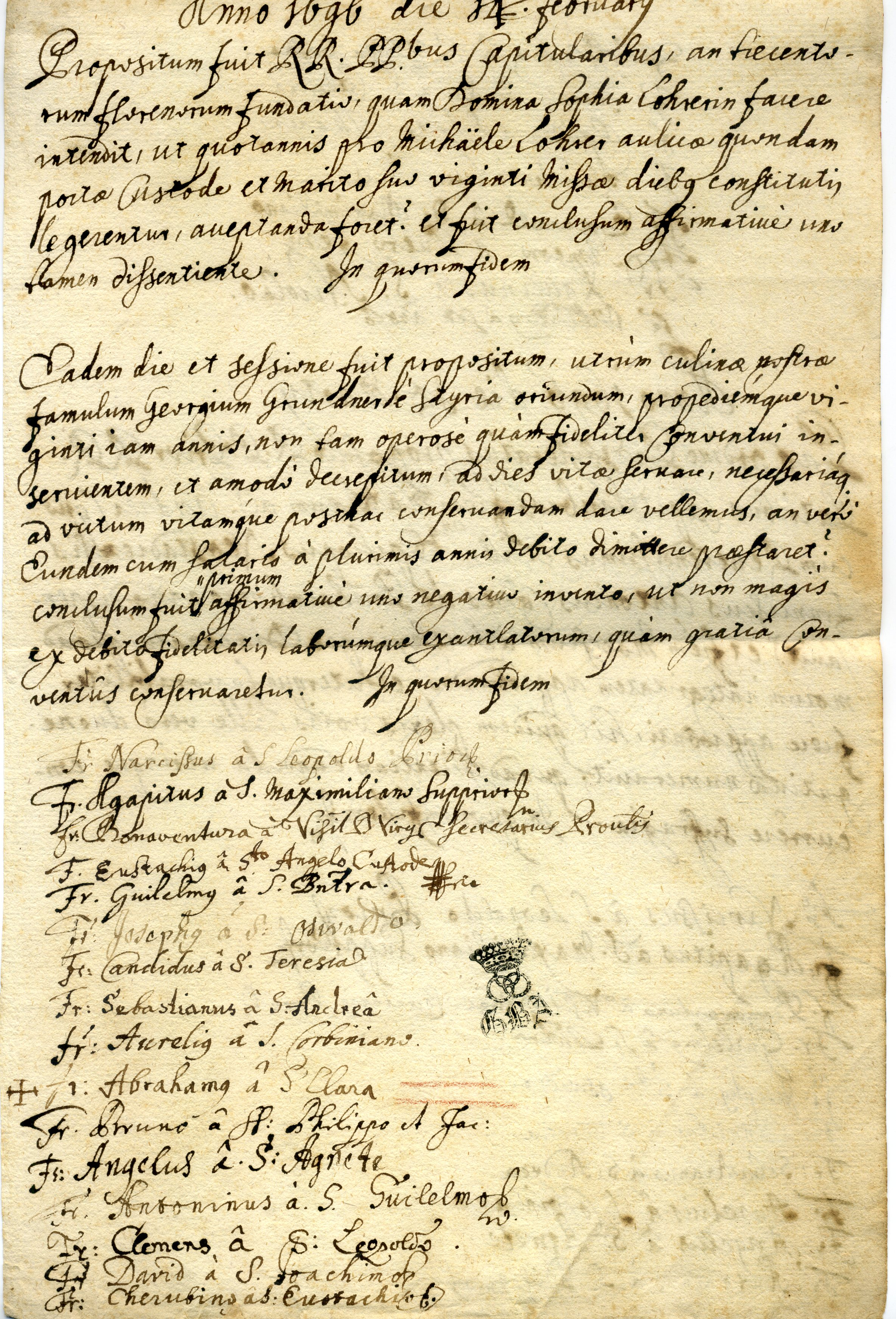
Schreiben des Wiener Augustinerkonvents (1696). Unterschrift von Abraham a Sancta Clara mit + gekennzeichnet.

Ab 1686 wirkte Abraham a Sancta Clara als Prior und später als Provinzial am Kloster am Münzgraben in Graz. Dies war seine schriftstellerische Hochzeit, und er war in vielen Klöstern und Kirchen Fest- und Gastprediger. Im Auftrag seines Ordens reiste er mehrmals nach Rom (1686, 1689, 1692) und veröffentlichte neben Predigtsammlungen und Beiträgen zur Narrenliteratur sein Hauptwerk Judas, der Ertz-Schelm (vier Teile 1686, 1689, 1693 und 1695), eine Sammlung von Schriften, Predigten und Gedichten. 

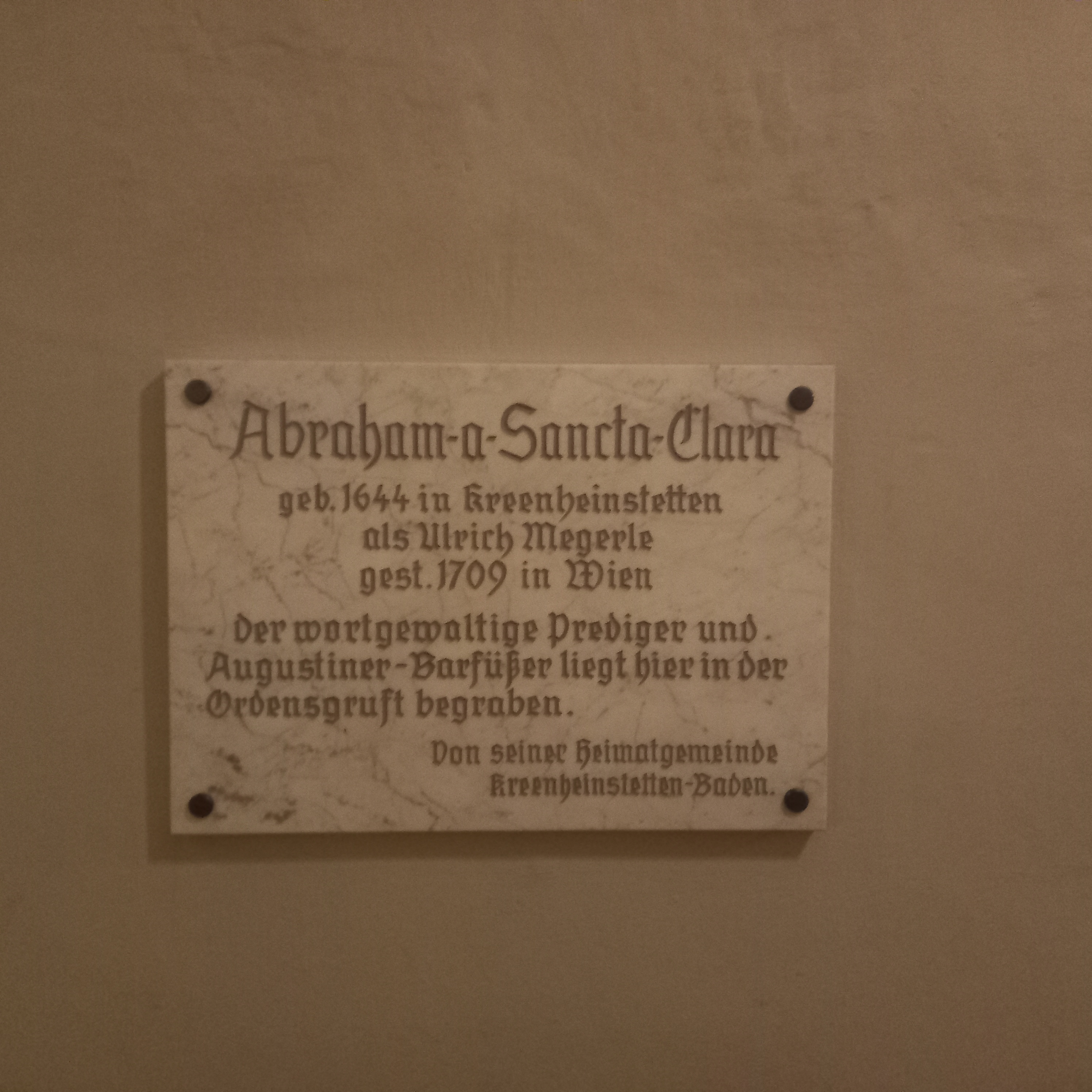
Gedenktafel für das Grab von Abraham a Sancta Clara in der Augustinerkirche in Wien

 In diesem Werk bezeichnete er Juden als gottlos, ehrlos, gewissenlos, heillos, tugendlos, treulos, vernunftlos, neidig, lasterhaft, unehrlich, sündhaft und als Abschaum. Ab 1690 leitete Abraham a Sancta Clara von Wien aus die deutsch-böhmische Ordensprovinz der Augustiner-Barfüßer. 1697 erhielt er als kirchlicher Verwaltungsbeamter den Titel eines definitor secundus.
Die verschiedenen Ämter und die fortgesetzte Predigt- und Schreibtätigkeit hatten seine Gesundheit untergraben, hinzu kam langjähriges Leiden an Gicht. Er starb am 1. Dezember 1709 im Alter von 65 Jahren und wurde in der Ordensgruft der Wiener Augustinerkirche bestattet.

### Gedenkstätten
- Am 15. August 1910 an Mariä Himmelfahrt wurde zu Ehren des 200. Todesjahres Abraham a Sancta Claras in seinem Geburtsort Kreenheinstetten im Kirchhof der Pfarrkirche St. Michael eine Bronzestatue enthüllt. Die Statue wurde am 12. August 1909 vom Bildhauer Franz Xaver Marmon aus Sigmaringen ausgeführt und trägt die Gesichtszüge von Johann Wolfgang von Goethe. Zuvor wurde das von Marmon gefertigte Modell am 3. März 1910 vom Komitee genehmigt und dann von der Württembergischen Metallwarenfabrik in Geislingen galvanoplastisch dargestellt. Der Sockel mit eingemauerter Widmungsurkunde wurde nach Marmons Entwurf von Steinmetzmeister Johann Waibel aus Krauchenwies zur Ausführung gebracht. Er wurde am 8. August 1910 südlich der Kirche aufgestellt.[7][8][9] Die Größe der Büste – und das Denkmal überhaupt – wurde vom Ergebnis einer am 22. April 1909 in der Hohenzollerischen Volkszeitung bekannt gemachten Sammlung abhängig gemacht.[10]

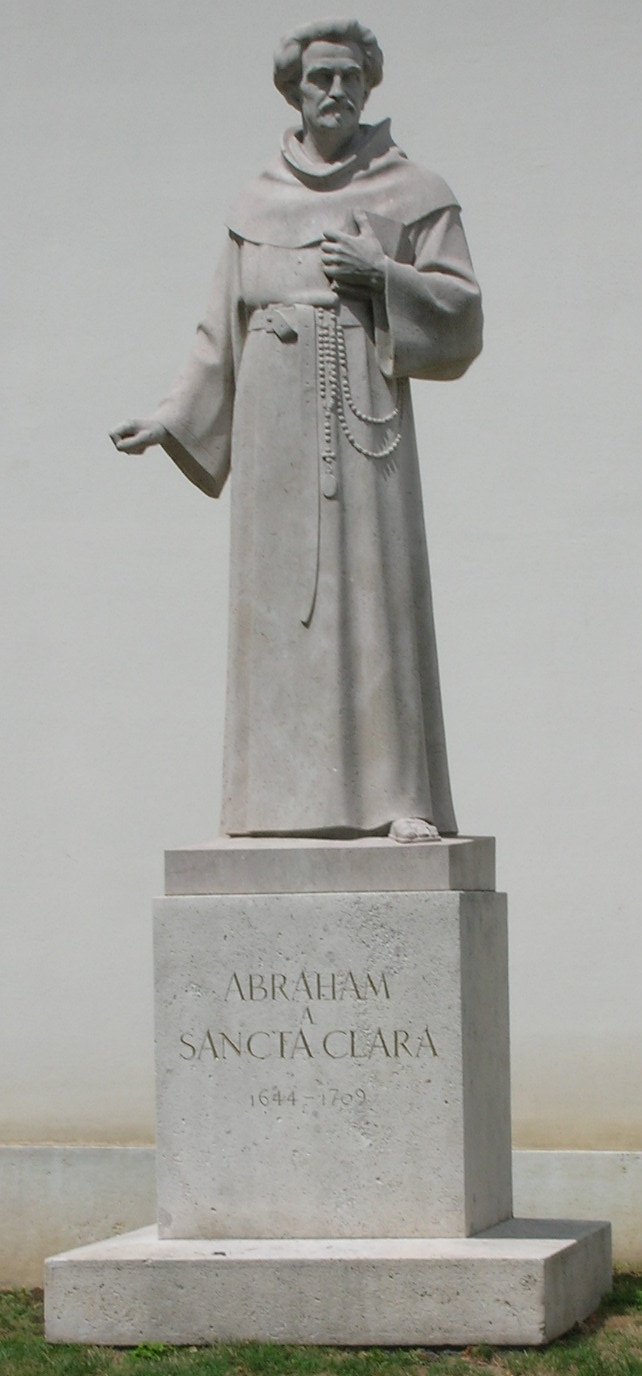
Denkmal beim Burggarten in Wien

- Ebenfalls in Kreenheinstetten gibt es im ehemaligen Wirtschaftsgebäude des Dorfpfarrers, dem heutigen Gemeindehaus neben der Kirche, eine weitere Gedenkstätte. Hier erinnert eine Dauerausstellung mit Originaldrucken und Plagiaten an Leben und Werk des Predigers.
- Im ehemaligen Dominikanerkloster Graz-Münzgraben befindet sich ein Porträt des Predigers im Original.[5][11]
- Am ehemaligen Augustinerkloster St. Johann bei Herberstein ist eine Gedenktafel zu sehen, die Abraham zusammen mit einem Esel abbildet. Es stellt sich hierbei die Frage, ob eine Verbindung zur Neuzeit besteht, denn die Kreenheinstetter werden heute wenig schmeichelhaft mit dem Namen Esel belegt.[5]
- In Wien erinnert ein 1928 enthülltes Denkmal am Eingang zum Burggarten von Hans Schwathe an Abraham a Sancta Clara. Die Abraham-a-Sancta-Clara-Gasse im 1. Bezirk Innere Stadt und die Abraham-a-Sancta-Clara-Straße im 14. Bezirk Penzing wurden nach ihm benannt.
- Auch in der Grazer Innenstadt gibt es eine Abraham-a-Santa-Clara-Gasse.

## Werk
Abraham a Sancta Clara gilt als der katholische Barockprediger schlechthin. Kraftstrotzend, derb unterhaltsam, zugleich hintersinnig und oft intolerant sind seine Poesie gewordenen Predigten. Im Stil des Barocks ging es ihm weniger um stringente Kürze, sondern um die ausschweifende Darbietung von Gelehrsamkeit, Geschichten, Gleichnissen und Wortspielen, alles lose verbunden von übergreifenden Gedanken.
Als Priester verfolgte Abraham mit seinem Werk hauptsächlich seelsorgerische Absichten. Sein in den Titeln und Vorreden der Werke häufig angegebenes Ziel ist, die Menschen ihrem Seelenheil zuzuführen. Da er heilsgeschichtlich denkt, ordnet er alles menschliche Handeln den Gegensatzbegriffen Heil und Sünde zu. So lobt er in seiner Sittenlehre die in den Heiligen verkörperten christlichen Tugenden, prangert die Laster an und predigt auch gegen das Judentum.
Der Erfolg seiner Werke und seiner Predigten beruhte auch darauf, dass Abraham a Sancta Clara die Lebenswirklichkeit seiner Zuhörer und Leser berücksichtigte, wie zum Beispiel in seiner Ständelehre Etwas für alle. Abrahams Herkunft aus niederem Stand machte ihn für seine Zuhörer glaubwürdig.

### Zu Lebzeiten veröffentlichte Werke
Zum Schreiben kam er durch die Eindrücke der Pestepidemie von 1679. In der Schrift Merck’s Wienn! Das ist: des wüthenden Tods umständige Beschreibung (1680) stellte Abraham a Sancta Clara den Tod als Allegorie im Geiste des damals populären Totentanzes dar. Obwohl es nach der Vertreibung der Wiener Juden 1670 zu dieser Zeit gar keine Juden in Wien gab, machte er für die Epidemie Hexen und Juden verantwortlich. Auch in seinen Schriften Lösch, Wienn! (1680) und Große Todtenbruderschaft (1681) behandelte Abraham a Sancta Clara das Thema des alle bezwingenden Todes und drohte mit den Qualen des Fegefeuers.
Die zweite Wiener Türkenbelagerung 1683 inspirierte Abraham im selben Jahr zur Kampfschrift Auff, auff, ihr Christen! Das ist: eine bewegliche Anfrischung der christlichen Waffen wider den Türckischen Bluet-Egel, in der „der Türck“ als „abcopierter Ante-Christ“ erscheint und die Christen zum Kampf, zur Einigkeit und zur Buße aufgefordert werden. Dieses Pamphlet war Friedrich Schillers Vorbild für die Kapuzinerpredigt in Wallensteins Lager.

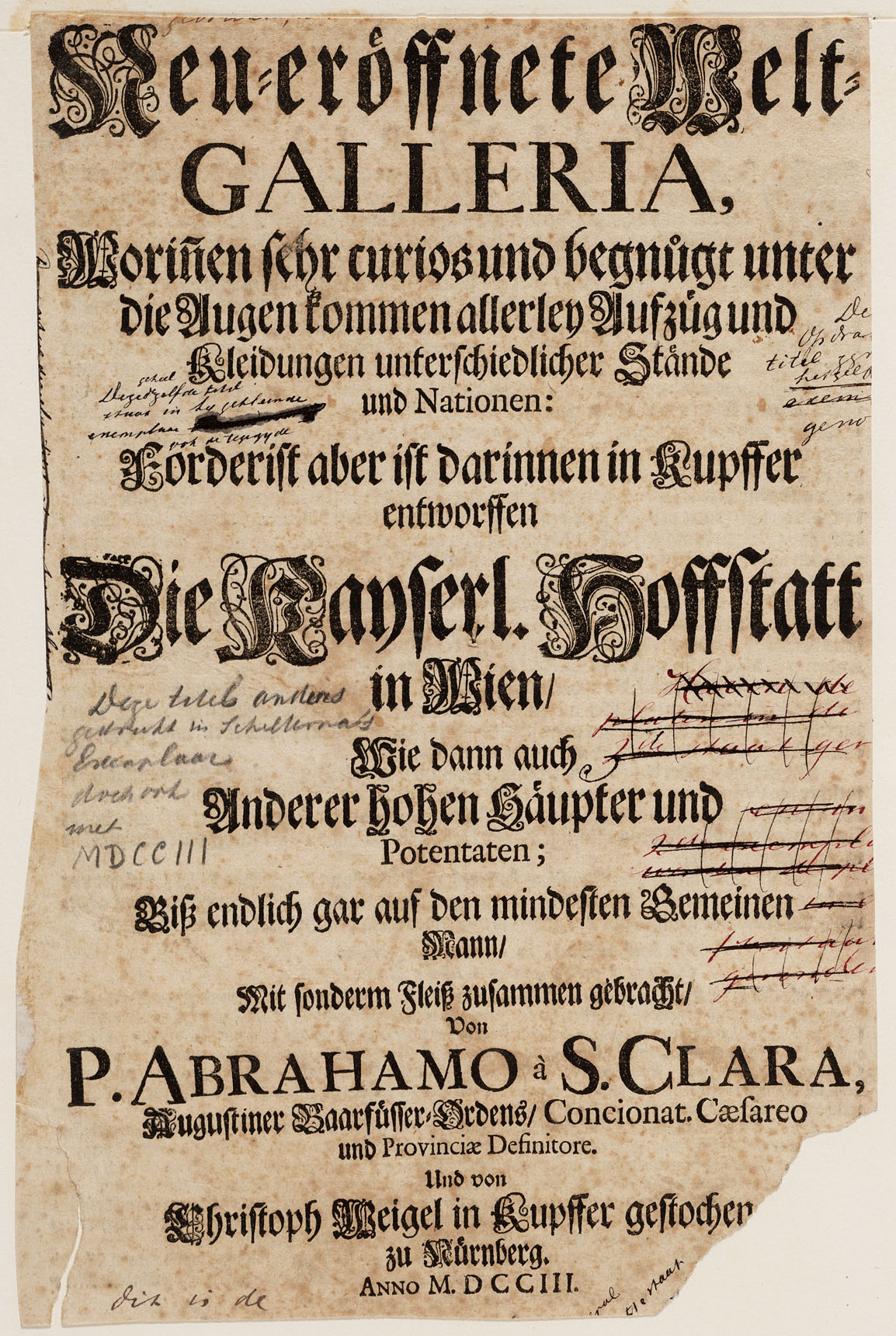
Titelseite Neueröffnete Welt-Galleria (1703)

Abraham a Sancta Clara veröffentlichte eine Sammlung Gelegenheitsschriften unter dem Titel Reim dich oder ich lis’ dich (1684) sowie einen Bericht Gack/ Gack/ gack/ Gack/ a Ga (1685) über das Ei-Wunder von Taxa. Danach vereinigte er von 1686 bis 1695 unter dem Titel Judas der Erzschelm eine Vielzahl satirischer, humoristischer und moralisierender Predigten zu einer vierbändigen apokryphen Biographie Judas Iskariots.
Zur selben Zeit schrieb Abraham ein Lehrbuch der katholischen Moral, die lateinische Grammatica Religiosa (1691), mit einer überwuchernden Fülle an Geschichten und Beispielen, die wie Judas der Erzschelm dem befreundeten Abt Raymundus Regondi vom Stift Altenburg gewidmet sind. Alle übrigen Werke reihen in Gedichten, Betrachtungen und Predigten Einzelheiten aneinander: Etwas für Alle (1699), Sterben und Erben (1702), Neueröffnete Welt-Galleria (1703), Heilsames Gemisch-Gemasch (1704) und Huy! und Pfuy! der Welt (1707) sind im Wesentlichen der Ständeliteratur zugeordnete Bilderbücher mit Text, wie Sebastian Brants Narrenschiff, das direkte Vorbild für das Narren-Nest (1710).

### Postum herausgegebene Schriften
Abraham a Sancta Claras letzte zwei Bücher erschienen im Jahr nach seinem Tod: Wohlangefüllte Weinkeller (1710) wurde, so der Originalwortlaut des Drucks, vom Verfasser in seiner letzten Krankheit „zusammengetragen“. Sein letztes Buch Besonders meublirt und gezierte Todten-Capelle oder allgemeiner Todten-Spiegel (1710) soll er dem Tode nahe verfasst haben. Mit ihm griff er das Thema seiner ersten, zur Zeit der Pest entstandenen schriftstellerischen Versuche wieder auf: Sterben und Tod.
Aus seinem Nachlass wurden nach und nach herausgegeben: Abrahamisches Bescheidessen (1717), Abrahamische Lauberhütt (3 Bände, 1721–1723) und die frauenfeindliche Schrift Abrahamisches Gehab dich wohl! (1729). Die Sammlung Geistlicher Kramerladen (1719) enthält schon früher einzeln gedruckte Predigten Abrahams, Mercurialis oder Wintergrün (1733) ist unecht und Centi-folium stultorum in Quarto (1709) wurde Abraham zu Unrecht zugeschrieben. Einige Werke verfasste Abraham unter den Pseudonymen Gaudentius Hilarion, Hilarius von Freudenberg und Theophilus Mariophilus. Abraham a Sancta Clara soll auch mehrere nicht erhaltene Mysterienspiele in lateinischer Sprache verfasst haben.

## Schriften

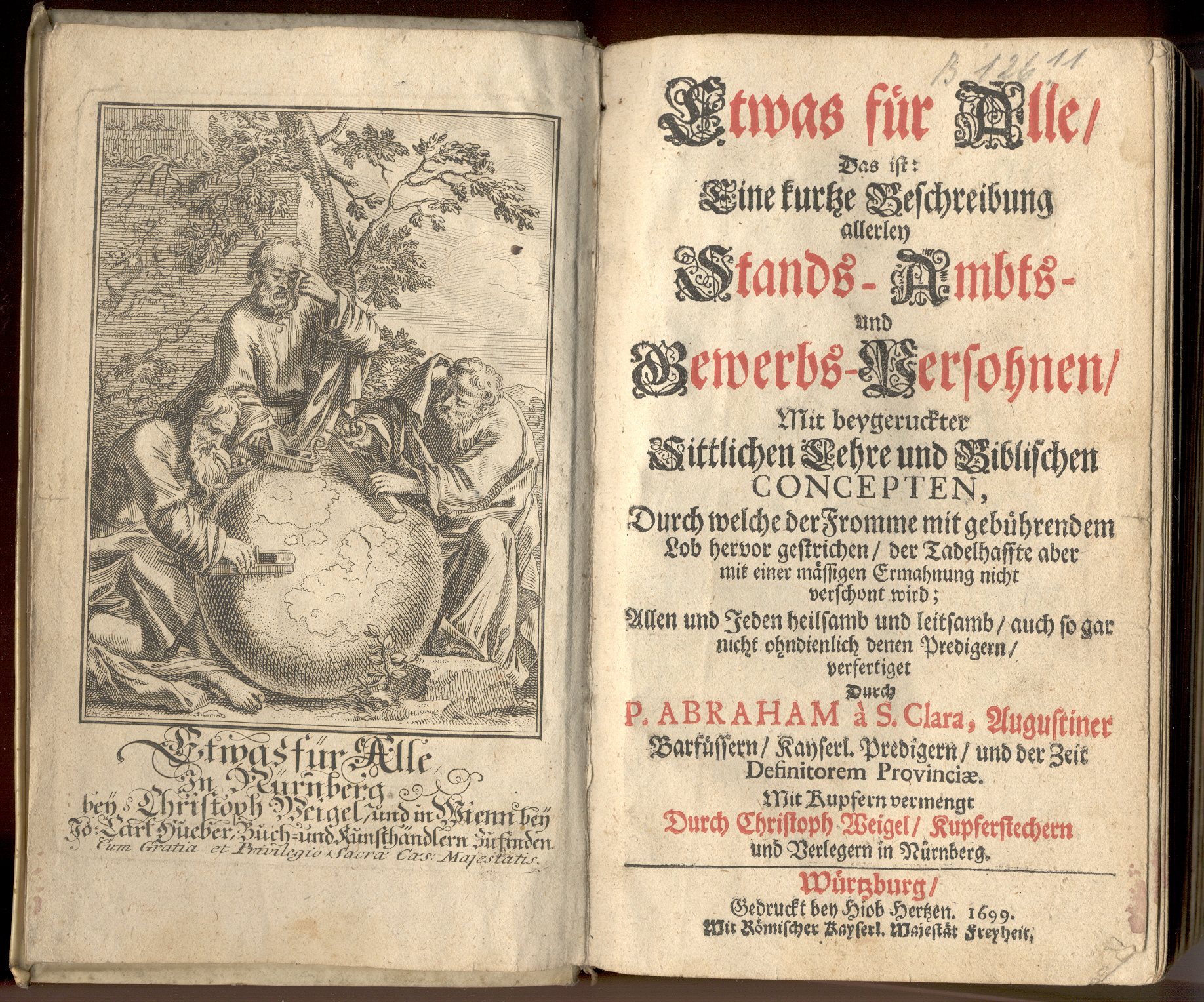
Etwas für Alle – Titel und Titelkupfer

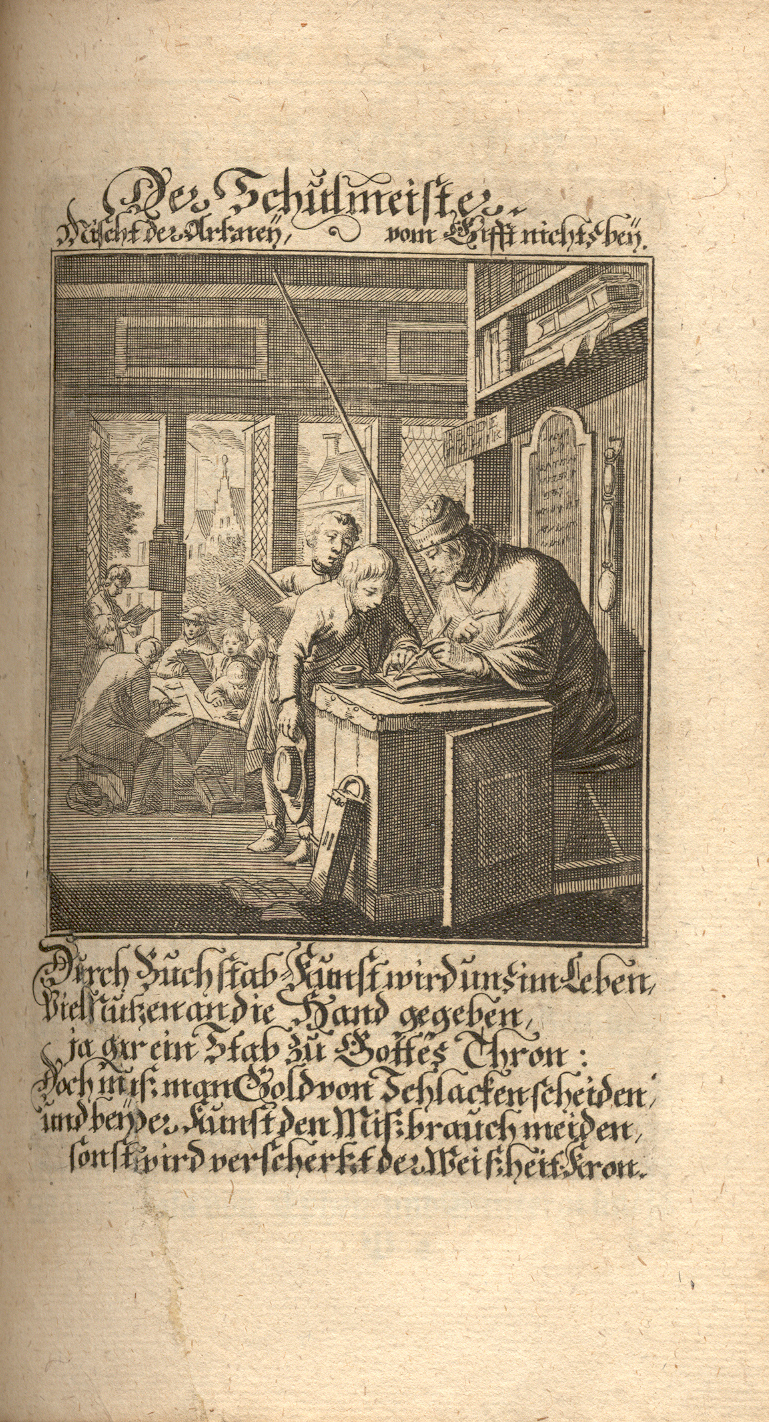
Der Schulmeister, Kupferstich aus Etwas für Alle

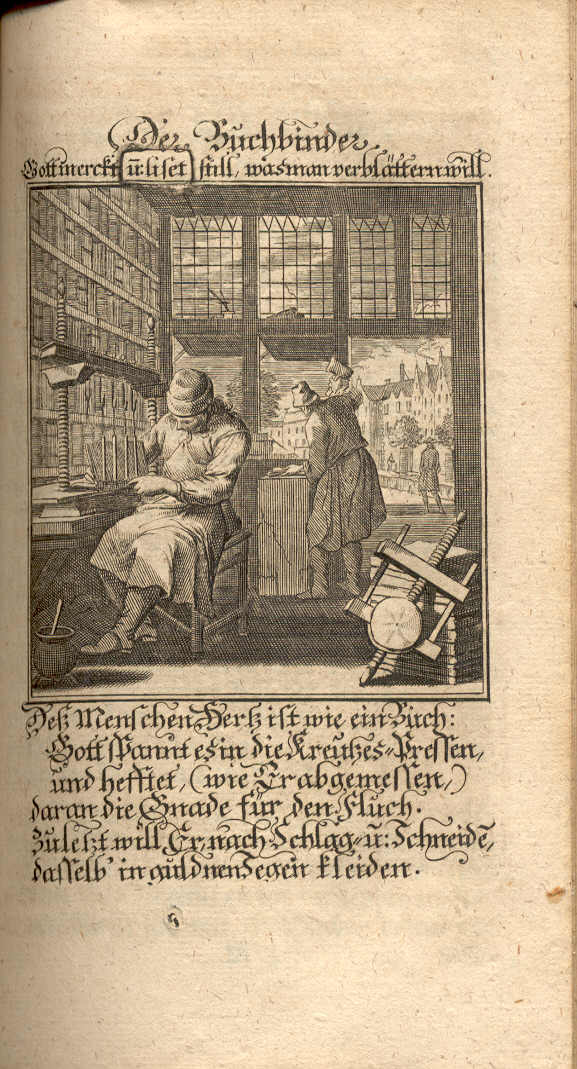
Der Buchbinder, Kupferstich aus Etwas für Alle